# Ippolito Capilupi
Ippolito Capilupi, o talvolta Capilupo (Mantova, 8 luglio 1511 – Roma, 20 aprile 1580), è stato un vescovo cattolico italiano.
Fu l'esponente più in vista della nobile famiglia Capilupi di Mantova.

## Biografia

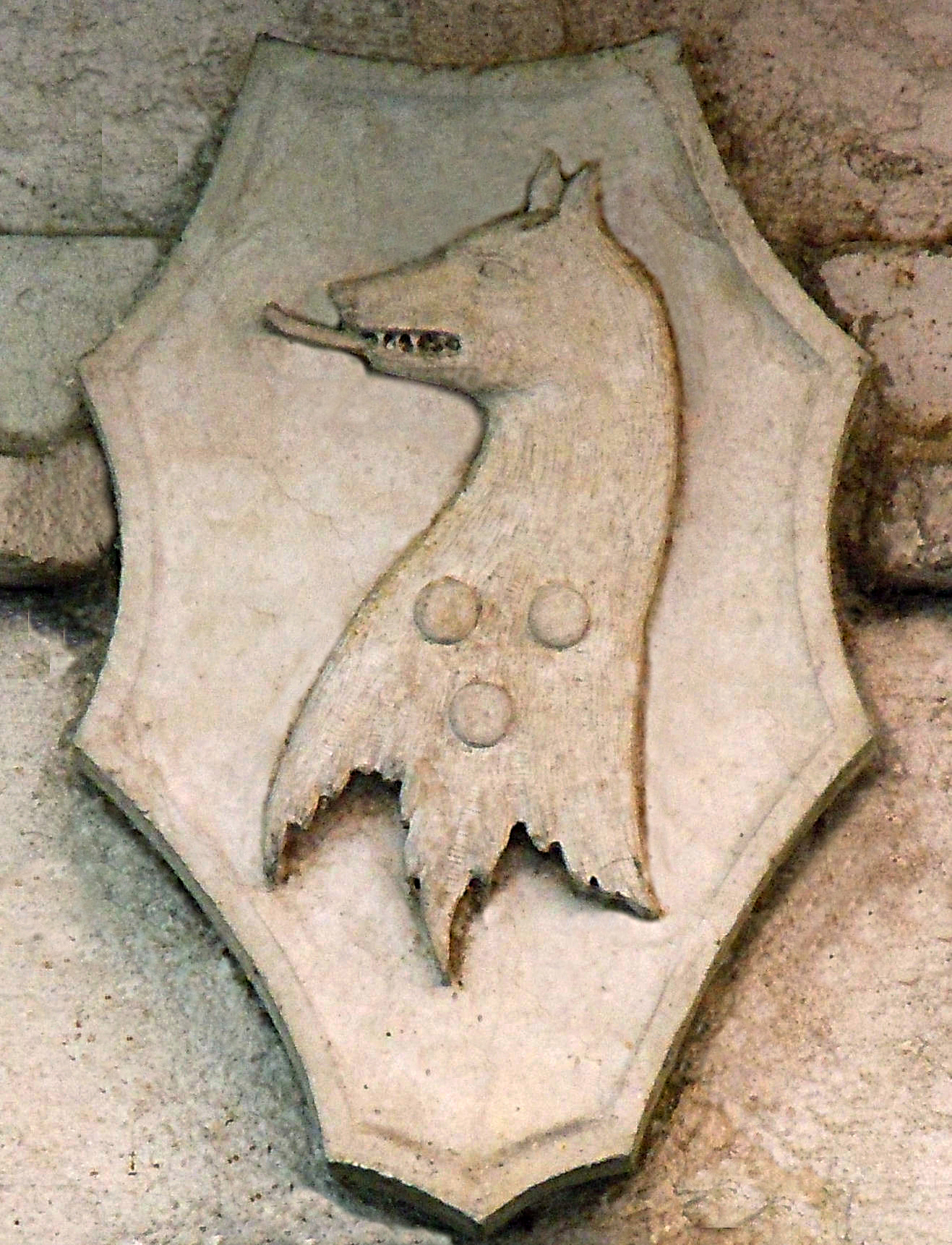
Stemma dei Capilupi, conservato a Mantova.

Nacque a Mantova l'8 luglio 1511 e fu l'ottavo figlio di Benedetto Capilupi e Taddea de' Grotti. Fu paggio della marchesa Isabella d'Este e da questa fu spinto a condividere lo studio umanistico insieme a Ercole Gonzaga, poi creato cardinale alla tenera età di vent'anni. Seguì l'esempio e le orme del cardinale, divenendo arcipresbitero di Rivalta. Seguì poi a Roma il cardinale Gonzaga in qualità di segretario e questi lo avviò alla carriera diplomatica presso la curia romana. Nel centro della città acquistò il palazzo poi conosciuto come palazzo Capilupi, ove dimorò, e restaurò sotto il consiglio di Michelangelo Buonarroti, creandovi anche una pinacoteca. Sempre a Roma, intrattenne una relazione con una popolana romana dalla quale ebbe un figlio, Giulio Capilupi.
Mantenne stretti contatti con la famiglia Gonzaga e fu informatore di Ferrante I, quando nel 1535 divenne governatore di Milano. Amante delle lettere e dell'arte, nella capitale romana instaurò rapporti amichevoli con alcuni personaggi come l'artista Michelangelo e il poeta Annibal Caro.
Divenne segretario e consigliere di papa Giulio III e di papa Pio IV, favorendo le nozze di sua nipote Camilla Borromeo con Cesare I Gonzaga, figlio di Ferrante I Gonzaga, marchese di Guastalla. Il 21 gennaio 1560 fu nominato vescovo di Fano, succedendo allo stesso cardinale Ercole Gonzaga e fu anche nominato nunzio apostolico presso la repubblica di Venezia, dove incontrò e divenne amico del pittore Tiziano Vecellio e si interessò per la scarcerazione di Alessandro Valignano futuro Visitatore plenipotenziario gesuita delle missioni cattoliche nell'estremo oriente. Ricevette la consacrazione episcopale il 20 giugno dello stesso anno. Partecipò al concilio di Trento del 1563.
Morì a Roma il 20 aprile 1580 e venne sepolto nella Basilica di Santa Maria in Aracoeli.